# Порядок Деорнуа

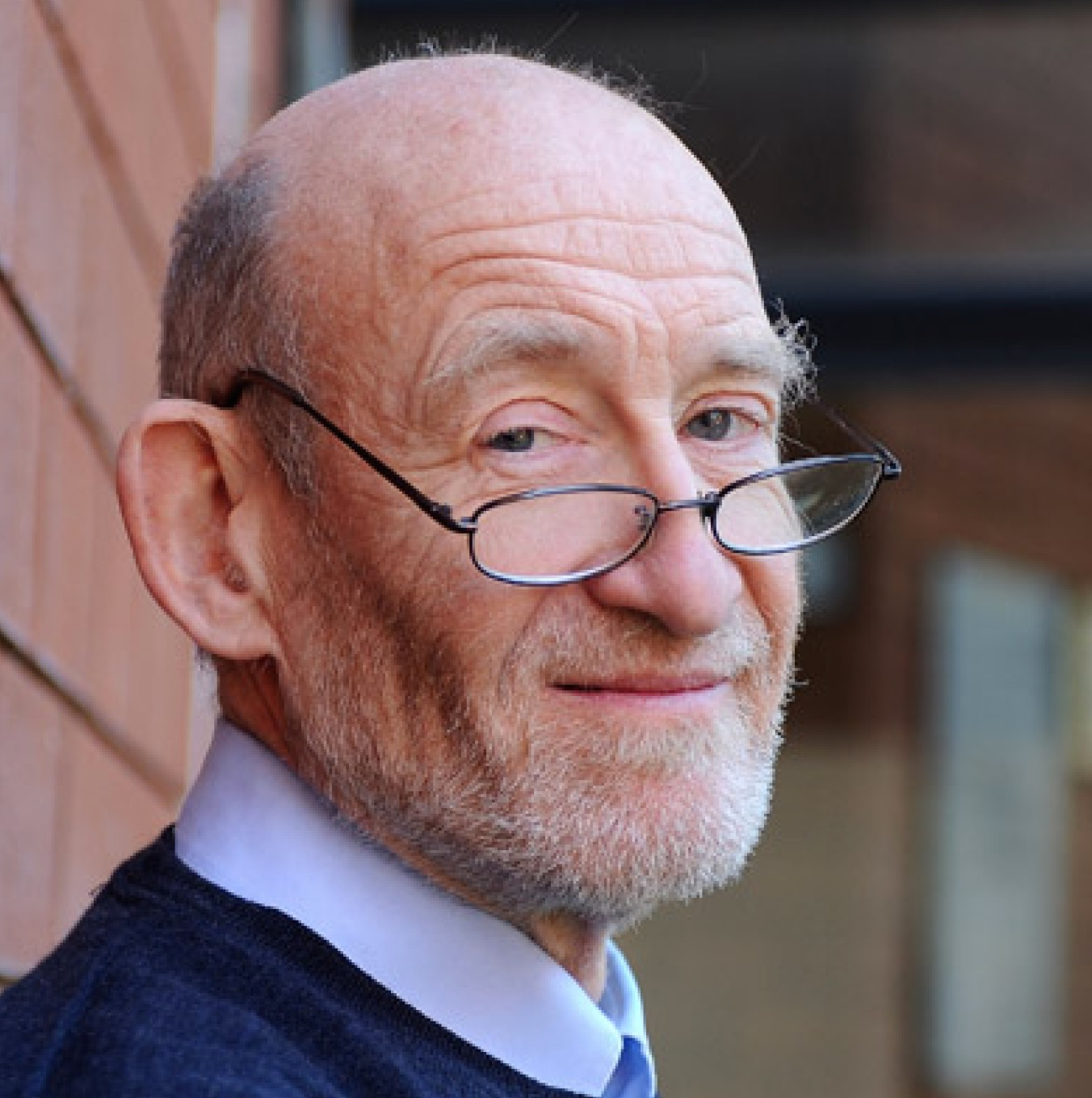
Патрик Деорнуа, первооткрыватель порядка Деорнуа

Порядок Деорнуа — определённый левоинвариантный линейный порядок на группе кос.

## Определение
Имеется множество различных подходов к определению порядка Деорнуа. Наиболее элементарный состоит в следующем.

Общий вид положительной по Деорнуа косы

Обозначим символами {\displaystyle \sigma _{1},\sigma _{2},\ldots ,\sigma _{n-1}} образующие Артина группы кос {\displaystyle B_{n}} из {\displaystyle n} нитей. Коса называется положительной по Деорнуа (или {\displaystyle \sigma }-положительной), если она может быть задана таким непустым артиновским словом, что образующая Артина {\displaystyle \sigma _{k}} с наименьшим (среди присутствующих в слове) индексом {\displaystyle k} входит в него только в положительных степенях. Аналогично определяются отрицательные по Деорнуа косы (или {\displaystyle \sigma }-отрицательные).
Например, коса {\displaystyle \beta =\sigma _{1}^{-1}\sigma _{2}\sigma _{1}} допускает запись {\displaystyle \beta =\sigma _{2}\sigma _{1}\sigma _{2}^{-1}}, поэтому является положительной по Деорнуа.
По определению порядка Деорнуа, коса {\displaystyle \alpha } из {\displaystyle n} нитей меньше косы {\displaystyle \beta } из того же числа нитей, что обозначается символом {\displaystyle \alpha \leqslant \beta } или {\displaystyle \alpha \leqslant _{n}\beta }, если либо {\displaystyle \alpha =\beta }, либо произведение {\displaystyle \alpha ^{-1}\beta } косы {\displaystyle \alpha ^{-1}}, обратной к косе {\displaystyle \alpha }, и косы {\displaystyle \beta } является положительной по Деорнуа. Во втором случае при обозначении используется строгое неравенство: {\displaystyle \alpha <\beta } или {\displaystyle \alpha <_{n}\beta }.
Например, для любой положительной по Деорнуа косы {\displaystyle \beta } выполняется следующая цепочка неравенств:
{\displaystyle \ldots <\beta ^{-2}<\beta ^{-1}<1<\beta <\beta ^{2}<\ldots }.
Кроме того, в группе кос {\displaystyle B_{n}} выполняются неравенства:
{\displaystyle 1<\sigma _{n-1}<\sigma _{n-1}^{2}<\sigma _{n-1}^{3}<\ldots <\sigma _{n-2}<\sigma _{n-2}^{2}<\sigma _{n-2}^{3}<\ldots \ldots <\sigma _{2}<\sigma _{2}^{2}<\sigma _{2}^{3}<\ldots <\sigma _{1}<\sigma _{1}^{2}<\sigma _{1}^{3}<\ldots }

## Свойства
Множество положительных по Деорнуа кос из заданного числа {\displaystyle n} нитей является положительным конусом на группе кос {\displaystyle B_{n}}. Иными словами, выполняются следующие свойства:
1. Любая {\displaystyle \sigma }-положительная коса нетривиальна (ацикличность);
2. Любая нетривиальная коса является либо {\displaystyle \sigma }-положительной, либо {\displaystyle \sigma }-отрицательной (свойство сравнения).

Таким образом, для каждого числа нитей {\displaystyle n\in \mathbb {N} } отношение {\displaystyle \leqslant _{n}} является левоинвариантным линейным порядком на группе {\displaystyle B_{n}}.
Например, порядок Деорнуа на бесконечной циклической группе {\displaystyle B_{2}\cong \mathbb {Z} } изоморфен стандартному линейному порядку на множестве целых чисел.

### Глобальные свойства
Порядок Деорнуа не имеет ни максимальных, не минимальных элементов. Так, из неравенств {\displaystyle \sigma _{1}^{-1}<1<\sigma _{1}} для любой косы {\displaystyle \beta } следуют неравенства {\displaystyle \beta \sigma _{1}^{-1}<\beta <\beta \sigma _{1}}.
Коса {\displaystyle \sigma _{n-1}} является наименьшим положительным по Деорнуа элементом группы {\displaystyle B_{n}}. Таким образом, упорядоченное множество {\displaystyle (B_{n},\leqslant )} является дискретным. А именно, непосредственным преемником косы {\displaystyle \beta \in B_{n}} является коса {\displaystyle \beta \sigma _{n-1}}, а непосредственным предшественником — коса {\displaystyle \beta \sigma _{n-1}^{-1}}.
При {\displaystyle n\geq 3} упорядоченная группа {\displaystyle (B_{n},\leqslant )} не является архимедовой. Иными словами, существуют такие {\displaystyle \alpha ,\beta >1}, что неравенство {\displaystyle \alpha ^{p}<\beta } выполняется для любого {\displaystyle p\in \mathbb {N} }. Например, {\displaystyle 1<\sigma _{2}^{p}<\sigma _{1}}.
При {\displaystyle n\geq 3} упорядоченная группа {\displaystyle (B_{n},\leqslant )} не является конрадовой. Иными словами, существуют такие {\displaystyle \alpha ,\beta >1}, что неравенство {\displaystyle \alpha \beta ^{p}<\beta } выполняется для любого {\displaystyle p\in \mathbb {N} }. Например, данное неравенство выполняется при {\displaystyle \alpha =\sigma _{2}^{-2}\sigma _{1}} и {\displaystyle \beta =\sigma _{2}^{-1}\sigma _{1}}.

### Локальные свойства
Порядок Деорнуа в общем случае не является правоинвариантным. Так, неравенство {\displaystyle \alpha <\beta } не обязательно влечет неравенство {\displaystyle \alpha \gamma <\beta \gamma }. Например, в группе {\displaystyle B_{3}} при {\displaystyle \beta =\sigma _{1}\sigma _{2}^{-1}} и {\displaystyle \gamma =\sigma _{1}\sigma _{2}\sigma _{1}} имеем {\displaystyle 1<\beta } и {\displaystyle \beta \gamma <\gamma }.
Последнее неравенство также эквивалентно неравенству {\displaystyle \gamma ^{-1}\beta \gamma <1}. В частности, коса, сопряженная к положительной по Деорнуа косе, может быть отрицательной по Деорнуа.
При сопряжении положительных кос, однако, свойство положительности по Деорнуа сохраняется. А именно, порядок Деорнуа обладает так называемым свойством подслова, которое заключается в том, что все косы вида {\displaystyle \beta ^{-1}\sigma _{i}\beta } положительны по Деорнуа. Или, что то же самое, выполняется неравенство {\displaystyle \beta <\sigma _{i}\beta }. В частности, любая квазиположительная коса положительна по Деорнуа.
Неравенство {\displaystyle \alpha <\beta } не обязательно влечет неравенство {\displaystyle \alpha ^{-1}<\beta ^{-1}}. Например, в группе {\displaystyle B_{3}} при {\displaystyle \alpha =\sigma _{1}\sigma _{2}\sigma _{1}} и {\displaystyle \beta =\sigma _{2}^{2}\sigma _{1}} обе косы {\displaystyle \alpha ^{-1}\beta =\sigma _{1}\sigma _{2}^{-1}} и {\displaystyle \alpha \beta ^{-1}=\sigma _{1}\sigma _{2}^{-1}} являются положительными по Деорнуа.
Количество положительных букв в артиновском слове в общем случае не коррелирует с порядком Деорнуа. Так, существует такая коса {\displaystyle \beta }, содержащая хотя бы одну букву {\displaystyle \sigma _{1}} и являющаяся положительной по Деорнуа, что для любого {\displaystyle p\in \mathbb {N} } коса {\displaystyle \beta ^{p}}, допускающая запись из хотя бы {\displaystyle p} букв {\displaystyle \sigma _{1}}, строго меньше (в порядке Деорнуа) косы {\displaystyle \sigma _{1}}, содержащей всего одну такую букву. Примером такой косы является {\displaystyle \beta =\sigma _{2}^{-1}\sigma _{1}}.

## Антье Деорнуа
Отсутствие при {\displaystyle n\geq 3} свойства архимедовости порядка Деорнуа на группе кос {\displaystyle B_{n}} означает, что существует такая коса {\displaystyle \alpha \in B_{n}}, что попарно непересекающиеся интервалы
{\displaystyle \{\beta \in B_{n}\mid \alpha ^{p}\leqslant \beta <\alpha ^{p+1}\}},
где {\displaystyle p\in \mathbb {Z} }, не покрывают всю группу {\displaystyle B_{n}}. Тем не менее, если {\displaystyle \alpha =\Delta _{n}^{2}} — центральная коса, то подобные интервалы образуют разбиение группы кос.
Такое единственное {\displaystyle p\in \mathbb {Z} }, что выполняется неравенство
{\displaystyle \Delta _{n}^{2p}\leqslant \beta <\Delta _{n}^{2(p+1)}},
называется антье Деорнуа косы {\displaystyle \beta \in B_{n}} и обозначается символами {\displaystyle \lfloor \beta \rfloor _{\leqslant }} или {\displaystyle \lfloor \beta \rfloor _{D}}.
Антье Деорнуа задаёт функцию {\displaystyle B_{n}\to \mathbb {Z} } и является квазихарактером на группе кос, дефект которого равен единице. Иными словами, для любых {\displaystyle \alpha ,\beta \in B_{n}} выполняются неравенства:
{\displaystyle \lfloor \alpha \rfloor _{D}+\lfloor \beta \rfloor _{D}-1\leq \lfloor \alpha \beta \rfloor _{D}\leq \lfloor \alpha \rfloor _{D}+\lfloor \beta \rfloor _{D}+1}.